# Elaeagnus wenshanensis
Elaeagnus wenshanensis är en havtornsväxtart som beskrevs av C. Yung Chang. Elaeagnus wenshanensis ingår i släktet silverbuskar, och familjen havtornsväxter. Inga underarter finns listade i Catalogue of Life.